# 原点 (数学)

直交座標系の原点

初等数学における原点（げんてん、英語: origin）は、その周りの幾何に言及するための固定された点として用いられる、ユークリッド空間の特別な点で、ふつう O で表される。

## デカルト座標系の原点
直交座標系において、原点はその座標系の全ての座標軸の交わる点である。原点は各軸を二つの半直線に分割し、一方は正の半軸（英語: semi-axis）、他方は負の半軸という。空間の各点は各座標の値（つまり、その点を各軸へ射影して得られる軸上の点の、その軸に〈正または負の何れかの方向へ〉沿った位置）を与えることにより原点に対する位置を参照することができる。原点の何れの座標もつねに零に等しく、たとえば二次元では原点は (0,0) であり、三次元では (0,0,0) になる。

## 他の座標系
極座標系における原点は極（英語: pole）とも呼ばれる。原点自身は極座標をきちんと定義できない。これは、点の極座標は、正の x-半軸 Ox から測った、原点からその点へ結んで得られる半直線の成す角度をデータとして含むけれども、原点ではこの半直線が定まらないことによるものである。
ユークリッド幾何学において、原点は参照点として便利な点を自由に選んで決めることができる。
ガウス平面の原点は実軸と虚軸の交点として述べることができる。即ち、それは複素数としての 0 に対応する点である。